# Greg Kuperberg
Greg Kuperberg (ur. 4 lipca 1967) – amerykański matematyk polskiego pochodzenia, profesor Uniwersytetu Kalifornijskiego w Davis. Specjalizuje się w 3-wymiarowej topologii; zajmuje się również układami dynamicznymi, grupami kwantowymi i algorytmami kwantowymi.

## Życiorys
Syn dwojga matematyków, Włodzimierza Kuperberga i Krystyny Kuperberg. Urodzony w Polsce, wychowany w Szwecji (od 1969 do 1972) i Stanach Zjednoczonych (od 1972). 
Żonaty z Reną Zieve, profesor fizyki Uniwersytetu Kalifornijskiego.
Greg Kuperberg doktoryzował się w 1991 na Uniwersytecie w Berkeley. Promotorem jego rozprawy doktorskiej pt Invariants of Links and 3-Manifolds via Multilinear Algebra and Hopf Algebras był Andrew Casson.

## Dorobek
Autor około 60 publikacji, w tym 2 w prestiżowym czasopiśmie Annals of Mathematics:
- G. Kuperberg, Symmetry classes of alternating-sign matrices under one roof. Ann. of Math., 156 (2002), no. 3, 835-866.
- G. Kuperberg, K. Krystyna, Generalized counterexamples to the Seifert conjecture. Ann. of Math., 144 (1996), no. 3, 547-576.

Jest też współautorem publikacji napisnej wspólnie z rodzicami:
- G. Kuperberg, K. Kuperberg, W. Kuperberg, Lattice packings with gap defects are not completely saturated. Beiträge Algebra Geom., 45 (2004), no. 1, 267-273.